# Duvalia parviflora

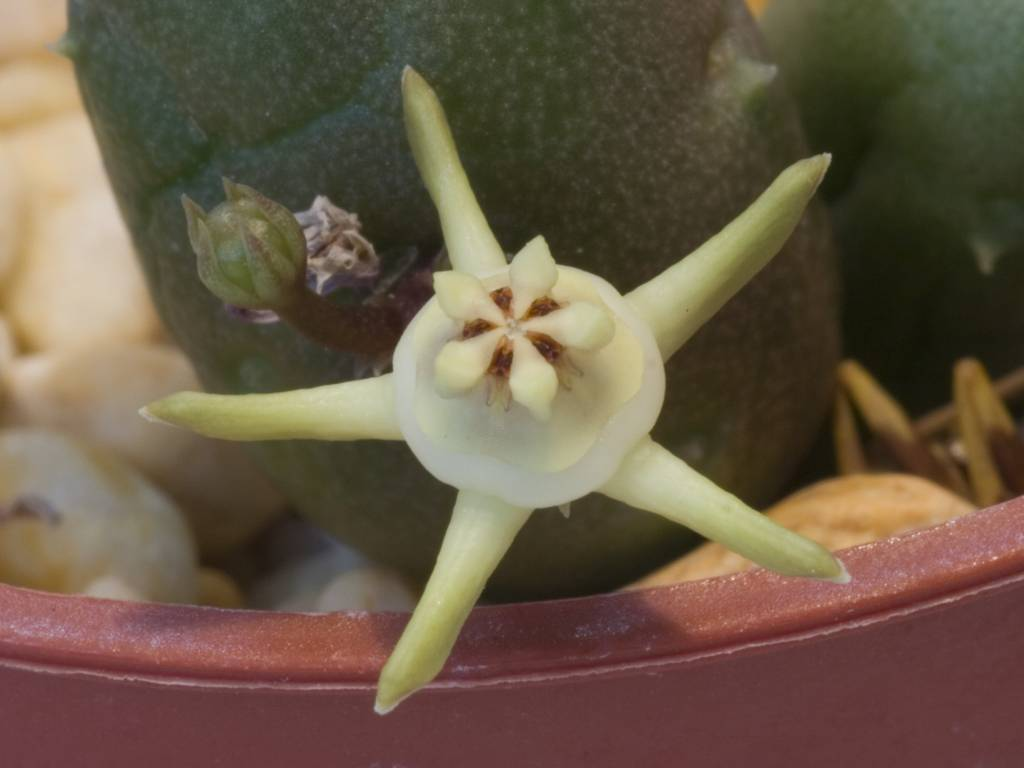
Blüte

Duvalia parviflora ist eine Pflanzenart aus der Unterfamilie der Seidenpflanzengewächse (Asclepiadoideae).

## Merkmale
Die stammsukkulenten Triebe sind kugelig, oval bis kurz-fingerförmig, im Querschnitt rundlich bis leicht elliptisch, grün bis graugrün gefärbt und messen 1 bis 2,5 cm in der Höhe und 1 bis 1,5 cm in der Dicke. Die Blättchen sind unscheinbar (< 1 mm). 
Der Blütenstand besitzt einen 3 bis 8 cm Stiel. Auf dem Stiel sitzen 2 bis 6 Blüten. Diese haben einen Durchmesser von 1 bis 1,5 cm, sind cremefarben, hellgelb bis gelblich grünbraun und geruchlos. Die Kelchblätter sind 2 bis 3 mm lang. Die Kronblattzipfel messen 3,5 bis 6 mm in der Länge und 1,2 bis 2 mm in der Breite, die Spitzen haben oft einen Stich nach Hellbraun. Sie sind längsgefurcht mit umgeschlagenen Rändern. Die Lamina (Oberseite) ist kahl und konvex gewölbt. Der Annulus ist rundlich bis fünfeckig und relativ schmal. Er misst im Durchmesser 3,5 bis 4 mm und er ist 1 bis 2 mm hoch. Die Nebenkrone ist elfenbeinfarben bis strohgelb, der Diskus hat einen Durchmesser von 3,5 bis 4 mm und ist etwa 1 mm hoch. Er ist mehr oder weniger deutlich fünfeckig und ist höher als der Annulus. Die interstaminalen Nebenkronenzipfel sind stumpf und annähernd gerundet quadratisch oder rechteckig (1 bis 1,4 mm lang, 1 bis 1,5 mm breit). 
Die Balgfrüchte sind 8 bis 12 cm lang, die Samen messen 3,5 × 2,5 mm.
Die Chromosomenzahl beträgt 2n = 22.

## Geographisches Vorkommen
Duvalia parviflora kommt in den Provinzen Westkap und Ostkap der Republik Südafrika vor.